# LGBT práva v Mexiku

Duhová mapa Mexika

Neoficiální duhová vlajka Mexika

Práva leseb, gayů, bisexuálů a translidí (LGBT) v Mexiku zažívají v poslední době expanzi, kterou si drží s celosvětovým trendem. Intelektuální vliv Velké francouzské revoluce a krátkodobá francouzská okupace Mexika v letech 1862–67 vedla k instalaci napoleonského zákona, který v roce 1871 dekriminalizoval homosexuální pohlavní styk. I tak ale byly proti lidem majícím pohlavní styk se stejným pohlavím používány zákona proti obscénním projevům a amorálnostem.
Tolerance sexuální diverzity v některých domorodých kmenech je rozšířená, zejména pak mezi Zapotéky a Mayi.
Díky vlivu zahraniční a domácí kultury (zejména z kosmopolitnějších oblastí jako je například Mexico City) se postoje mexického obyvatelstva mění. Tento trend je nejvíce znatelný v hustě zalidněných oblastech jako jsou Guadalajara, Monterrey a Tijuana, kam nejvíce proniká osvěta a přístup k zahraničním médiím. Vnitrozemí se v této věci rozvíjí zatím pomalu, nicméně ani ve velkoměstech není rychlý pokrok vždy přijímán pozitivně.
Od počátku 70. let 20. století dochází vlivem hnutí za práva homosexuálů ve Spojených státech a Masakru v Tlatelolco k utváření nemalého počtu LGBT organizací. Od r. 1979 se v Mexico City a od r. 1996 v Guadalajaře konají pochody hrdosti sexuálních menšin, které se těší velké pozornosti i účasti.
3. června 2015 zveřejnil mexický Nejvyšší soud svoji „jurisprudenční tezi“ na téma změny definice manželství, která by vedla k jeho zpřístupnění stejnopohlavním párům. Články ústavy definující manželství jako svazek muže a ženy byly prohlášeny za neústavní s tím, že veškeré státní orgány napříč celou zemí musí zrovnoprávnit homosexuální svazky, tedy legalizovat manželství osob stejného pohlaví.

## Vývoj
- 1542: Hernan Cortés zahajuje svojí kampaň v Cholule. Tou dobou se přístup Indiánů k homosexualitě liší podle jednotlivého regionu. Cortés jménem Jeho veličenstva španělského krále promlouvá k domorodcům (hacer un parlamento, překlad ze starošpanělštiny) a proti sodomii, která je aktem zavrženíhodným stejně jako kanibalismus, lidské oběti a pohanství.[1]
- 1569: Filip II. Španělský začíná s procesem oficiální inkvizice v Mexico City. Stejnopohlavní sexuální akty byly jejich hlavním středobodem zájmu. Inkvizice za spáchání těchto hříchů trestala vysokými pokutami, pokáním, lynčováním a bičováním.[2][3]
- 1821: Mexico se stává nezávislým na Španělsku a s inkvizicí a koloniálním pronásledováním homosexuálů již nadále nepokračuje.[2][4]
- 1871: Intelektuální vliv Velké francouzské revoluce a krátkodobá Francouzská okupace Mexika (1862-67) přinesly do Mexika přijetí napoleonského kodexu, s čímž přestaly být konsensuální sexuální akty mezi dospělými osobami stejného pohlaví trestným činem.[2][4]
- 1901: (20. listopad) Mexická policie zahajuje razii na ples drag queens. Zatkla 42 mužů, z toho 19 crossdresserů. Jeden z nich byl propuštěn díky blízkému vztahu s mexickým prezidentem Porfiriem Díazem. Vyvolaný skandál známý pod názvem „Tanec 41 marikónů“ se stal předmětem globálního zájmu.[2][4]
- 1959: Ernsto Uruchurtu, hlava federálního distriktu, zavírá všechny gay bary v Mexico City pod záminkou „očištění města od špíny“, případně redukce její viditelnosti.[5][6]
- 1971: Fronta za homosexuální emancipaci (Frente de Liberación Homosexual), jedna z předních LGBT skupin Latinské Ameriky, zahajuje svojí činnost v reakci na propouštění zaměstnance obchodního řetězce Sears z důvodu jeho domnělé homosexuality.[5][6]
- 1979: V Mexico City se koná první festival LGBT hrdosti.[7]
- 1982: Max Mejía, Pedro Preciado a Claudia Hinojosa se stávají prvními otevřeně LGBT politiky, kteří obhájili křesla v Kongresu.[8]
- 1991: Mexiko se stává hostitelskou zemí konference Mezinárodní gay a lesbické asociace. Jedná se o její první mimoevropské konání.[8]
- 1997: Petricia Jiménez, lesbická aktivista, se dostává do Poslanecké sněmovny Mexika jako reprezentantka levicové strany Demokratická revoluce.[9]
- 1999: (srpen): V Mexico City se koná první setkání leseb a lesbických feministek. Od té doby se začíná podstatně rozvíjet snaha hnutí za celonárodní uznání LGBT práv.[8]
- (2. září): Mexiko City přijímá vyhlášku proti homofobní diskriminaci. Jedná se o první případ přijetí takové legislativy.[10]
- 2000: Enoé Uranga, otevřeně lesbická politička, podává návrh zákona o registrovaném partnerství na území Mexica City. Místní zákonodárci se však rozhodli návrh nepřijmout z důvodu vysokého odporu ze strany pravicových skupin.[11]

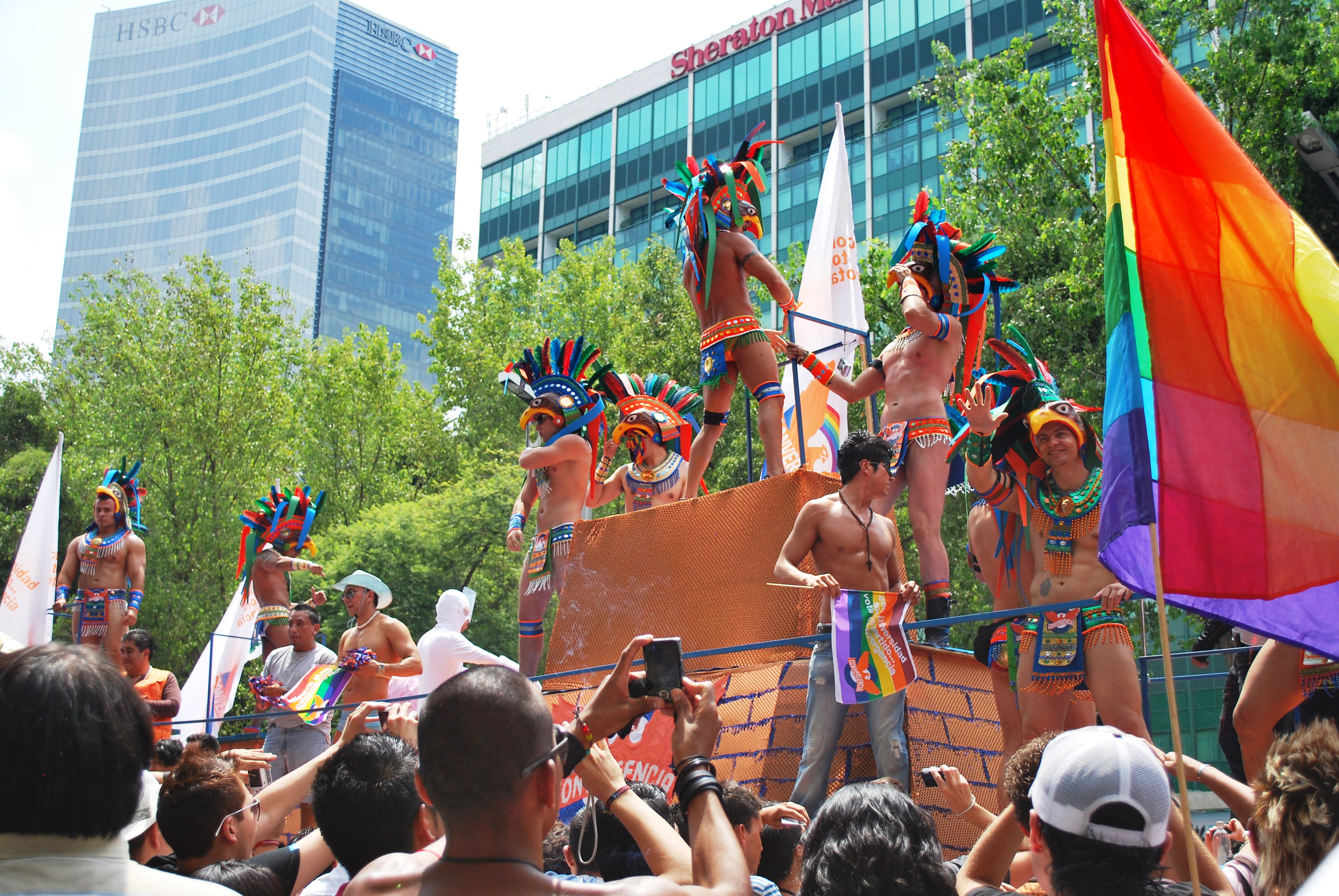
Alegorické plavidlo s tematikou aztéckých válečníků, gay pride v Mexico City, 2009

- 2003: (29. dubna): Přijímá se federální anti-diskriminační zákon. Národní rada jej okamžitě začíná prosazovat.[12]
- (Červenec): Amaranta Gómez se stává první transženou, která obhájila mandát v Kongresu.[13]
- 2004: (13. březen): Nabývá účinnost novela občanského zákona Mexica City, která umožňuje translidem změnu jména a vydání nového rodného listu.[14][15]
- 2006: (9. listopad): Mexico City přijímá zákon o registrovaném partnerství.[16]
- 2007: (11. leden): Severní stát Coahuila přijal zákon o registrovaném partnerství.[17]
- (31. leden): V Saltillu se koná první slavnostní obřad uzavření registrovaného partnerství homosexuálního páru.[18]
- 2008: (září): Zákonodárný sbor Mexica City přijímá legislativu zjednodušující translidem cestu ke změně pohlaví a vydání nového rodného listu.[19]
- 2009: (březen): Miguel Galán, člen zaniklé Sociálně-demokratické strany, se prvním otevřeně homosexuálním starostou.[20]
- (21. prosinec): Zákonodárný sbor Mexica City přijímá zákon legalizující stejnopohlavní manželství, adopci dětí homosexuálními páry, společné úvěrování stejnopohlavních párů, možnost dědit po stejnopohlavním partnerovi a společné pojištění.[21] O osm dní později tento zákon podepisuje starosta federálního distriktu Marcelo Ebard.[22]
- 2010: (4. březen): Stejnopohlavní manželství je účinné na území Mexica City.[23]

## Stejnopohlavní svazky

Stejnopohlavní svazky v mexických státech
Stejnopohlavní manželství legální na státní úrovni

Spojené státy mexické jsou federací 31 států a federálního distriktu Ciudad de México, známým jako Mexico City. Ačkoliv v Mexiku platí federální občanský zákoník, právní úprava konkubinátu a manželství spadá do kompetence jednotlivých států. Stejnopohlavní manželství a registrované partnerství nejsou legální na federální úrovni. Ve většině států se o tom vedou právní a politické diskuze.
V listopadu 2013 senátor zastupující mexický stát Tabasco a člen Strany demokratické revoluce Fernando Mayans navrhl novelu federálního občanského zákoníku, která by manželství nově definovala jako trvalý a dobrovolný svazek dvou osob.. Návrh změny právní úpravy manželství byl postoupen Senátnímu výboru pro spravedlnost, právní studie a lidská práva k podrobnější analýze.
Mexické zákony říkají, že pokud soud rozhodne v pěti kauzách stejného charakteru pětkrát stejně, automaticky se mění příslušný zákon. V praxi to znamená, že pokud by se mexické soudy zabývaly pěti žalobami (španělsky: amparo) týkajícími se práva homosexuálních párů na sňatek, a ve všech by rozhodly ve prospěch žalujících, došlo by k legalizaci manželství párů stejného pohlaví. Taktéž je nutné poznamenat, že v souladu s federálními zákony je stejnopohlavní manželství uzavřené v jakémkoli mexickém státě platné v celém Mexiku, včetně států, které je nezavedly. Ačkoliv jsou mexické státy oficiálně povinné po 5 soudních rozhodnutích (amparo) legalizovat stejnopohlavní manželství, v praxi se tak často neděje. V Chihuahue se před legalizací stejnopohlavních sňatků v roce 2015 pohyboval počet takových kauz okolo 20. Některé státy buď amparo ignorují, případně oddalují jeho výkon, a to i za cenu sankcí (v Tamaupilasu byli zákonodárci po dobu 100 dní pokutování za prodlení).
14. června 2015 rozhodl Nejvyšší správní soud Mexika, že je neústavní odmítat vydávat manželské licence homosexuálním párům. Nejednalo se o plošnou legalizaci stejnpohlavních sňatků, ale zavázalo to jednotlivé mexické státy právně uznávat stejnopohlavní manželství, a zvažovat jeho legalizaci, je-li splněn stanovený počet kladných žalob amparo.
17. května 2016 podepsal mexický prezident Enrique Peňa Nieto iniciativu požadující změnu mexické ústavy, která by nově definovala manželství jako trvalý a dobrovolný svazek dvou lidí. 9. listopadu 2016 hlasoval odpovědný výbor Kongresu negativně vůči této iniciativě. Poměr hlasů byl 19:8. Návrhy zákonů legalizujícími stejnopohlavní manželství a adopce dětí homosexuálními páry se momentálně zabývají téměř všechny mexické státy.
V mexických všeobecných volbách 2018 se mexické politické straně Hnutí obnovy národa (MORENA) podařilo s Mexickou stranou práce získat většinu ve 13 mexických státech, které už stejnopopohlavní manželství legalizovaly: Baja California Sur, Durango, Guerrero, Hidalgo, México, Oaxaca, San, San Luis Potosí, Sinaloa, Sonora, Tabasco, Tlaxcala, Veracruz a Zacatecas. Většinu křesel obsadily obě strany i v Poslanecké sněmovně a Senátu. Do úřadu mexického prezidenta byl zvolen ihned v 1. kole Andrés Manuel López Obrador z Hnutí obnovy národa. Mexičtí aktivisté se proto rozhodli zintenzivnit tlak na legalizaci stejnopohlavní manželství nejen na státní a federální úrovni. Politické státy podporující stejnopohlavní manželství, mezi něž kromě MORENA a labouristů patří také Strana demokratické revoluce a Občanské hnutí, získaly celkem 303 poslaneckých a 81 senátních mandátů. Kromě toho se podporovatele stejnopohlavního manželství našli i v ostatních stranách. Posledními státy, které legalizovaly stejnopohlavní manželství po volbách 2018 se staly Oaxaca a San Luis Potosí.

## Veřejné mínění
Průzkum Pew Research Center z r. 2013 ukázal, že 61 % Mexičanů považuje homosexualitu za společensky akceptovatelnou. Naopak proti bylo 30 %. Větší míru akceptace vykazovaly mladší ročníky: 70 % respondentů ve věku 18-19, 60 % ve věku 30-49 a 52 % starších 50 let. Ve srovnání s rokem 2007, v němž se 60 % dotázaných vyslovilo pro přijímání homosexuálů, se jednalo o 60 % nárůst.
V květnu 2015 publikoval PlanetRomeo, LGBT sociální síť, první index gay spokojenosti (Gay Happiness Index GHI). Gayové ze 120 zemí byli tázáni na to, zda se cítí dobře ve společnosti, jaké mají zkušenosti ve vztahu s jinými lidmi, a jak hodnotí kvalitu svého života. Mexiko se umístilo na 32. místě nad Portugalskem a pod Curaçem s výsledkem 56.
Poté, co mexický prezident Enrique Peña Nieto předložil návrh zákona o stejnopohlavním manželství, ukázal průzkum Gabinete de Comunicación Estratégica 69 % podporu této změny. 64 % respondentů uvedlo, že v ní vidí příležitost ukázat světu podporu lidských práv ze strany mexického státu. Výsledky veřejného mínění výrazně kontrastovaly s průzkumem z r. 2000, v němž 62 % Mexičanů uvedlo, že by stejnopohlavní manželství nemělo být legalizováno za žádných okolností. V r. 2016 si to myslelo pouze 25 % dotázaných.

## Životní podmínky

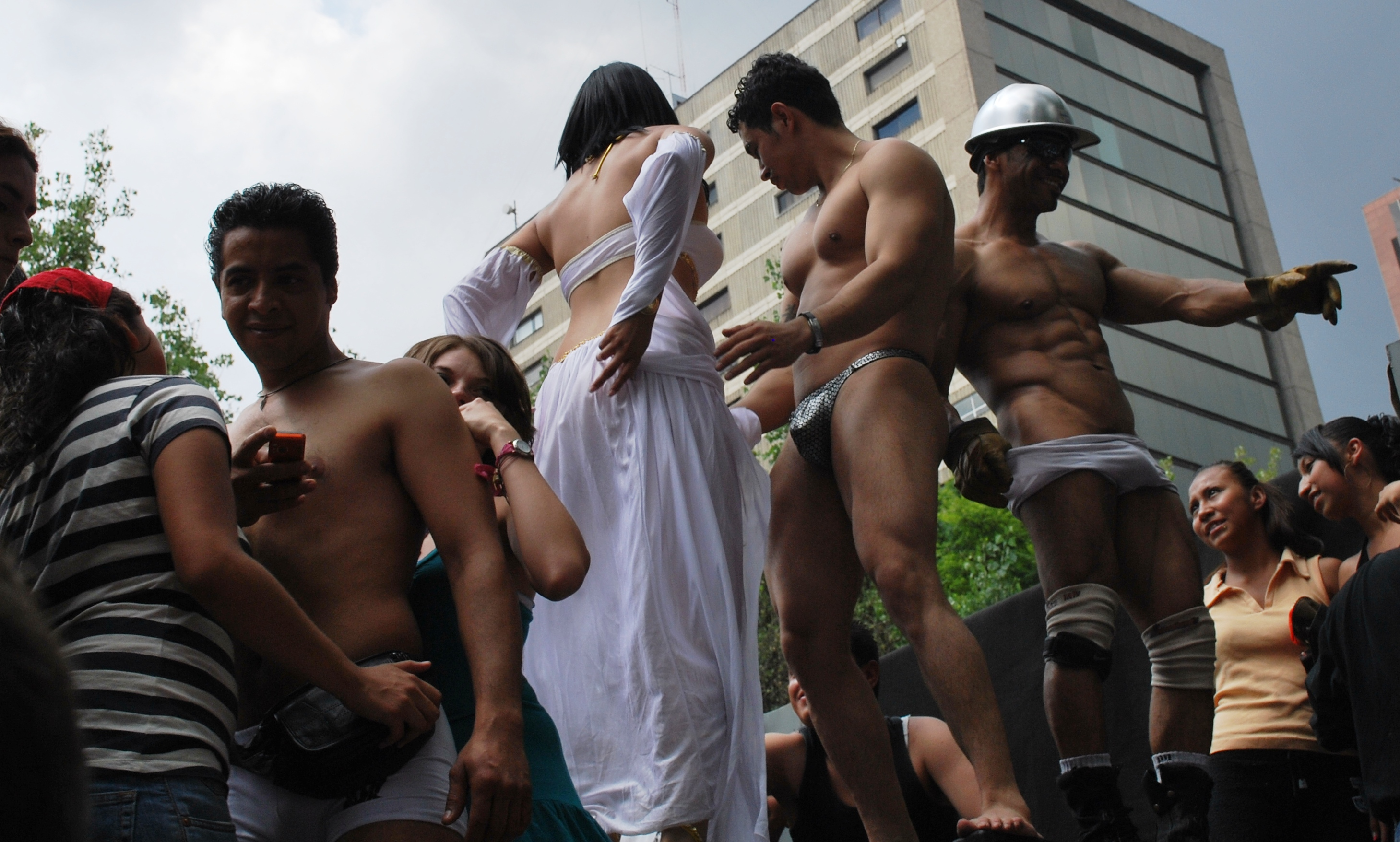
Go-go tanečníci na festivalu LGBT hrdosti v Mexico City

Podle prvního celonárodního průzkumu z r. 2005 týkajícího se diskriminace v Mexiku by si 48 % Mexičanů nepřálo mít ve svém domě homosexuála. 95 % homosexuálů navíc uvedlo, že mělo v Mexiku zkušenosti s diskriminací: čtyři z deseti deklarovali, že se stali obětí ostrakizace, více než polovina řekla, že se cítila diskriminována a šest z deseti uvedlo, že se k nim společnost staví nepřátelsky.
LGBT kultura je nejvíce soustředěná v mexických metropolích. Známou čtvrtí Mexico City, v níž se nachází více než 50 gay barů a tanečních klubů, je Zona Rosa. Obecně vzato lze konstatovat, že se nejrelevantnější část mexické LGBT komunity nachází v mexickém státě México. Někteří pozorovatelé ale uvádějí, že nejvíc rozvinutou gay kulturu má druhé největší mexické město Guadalajara.
Další centra LGBT života jsou v hraničním městě Tijuaně, severním městě Monterrey, vnitrozemních městech Puebla a Leónu, a hlavním přístavním městě Veracruz. Díky popularitě gay turistiky (zejména v Puerto Vallarta, Cancún apod.) začala mexická společnost brát přítomnost homosexuality více na vědomí. Mladí heterosexuálové žijící ve velkých městech rádi navštěvují gay podniky a mají ve svém okolí vyoutované homosexuály.
V r. 1979 se v Mexico City konal první festival gay pride (taktéž známý jako pochod LGBT hrdosti) s tisícovou účastí. Od té doby se podobné události odehrávají v mexickém hlavním městě každý červen v různou dobu. Cílem akce je zvyšovat povědomí o sexuálních menšinách, prevenci HIV/AIDS, boj s homofobií a podporovat LGBT inkluzivní politiku, včetně zavádění registrovaného partnerství, stejnopohlavního manželství a LGBT adopcí do mexického právního řádu. According to organizers, the XXXI LGBT Pride parade in 2009 was attended by over 350,000 people (100,000 more than its predecessor). V r. 2010 se pochodu zúčastnilo 500 000 lidí a v r. 2018 250 000.
V r. 2003 se v mexickém hlavním městě konal první pochod lesbické hrdosti. Od r. 1996 se každý červen koná v Guadalajaře pochod gay pride, který má taktéž hojnou účast. Stejné akce se pravidelně konají v Monterrey, Tijuaně, Pueblu, Veracruzu, Xalapě, Cuernavace, Tuxtle Gutiérrezu, Acapulcu, Chilpancingu, and Méridě.

### LGBT turismus
V květnu 2019 vydala National Association of Commerce and Tourism LGBT of Mexico zprávu, která potvrdila, že se LGBT turismus v Mexiku rok s rokem zvyšuje, a to o 8 %, a že za nejvíc gay friendly destinace jsou považovány Mexico City, Puerto Vallarta, Cancún, Oaxaca, Puebla, Coahuila a Morelos.

### Anti-LGBT násilí

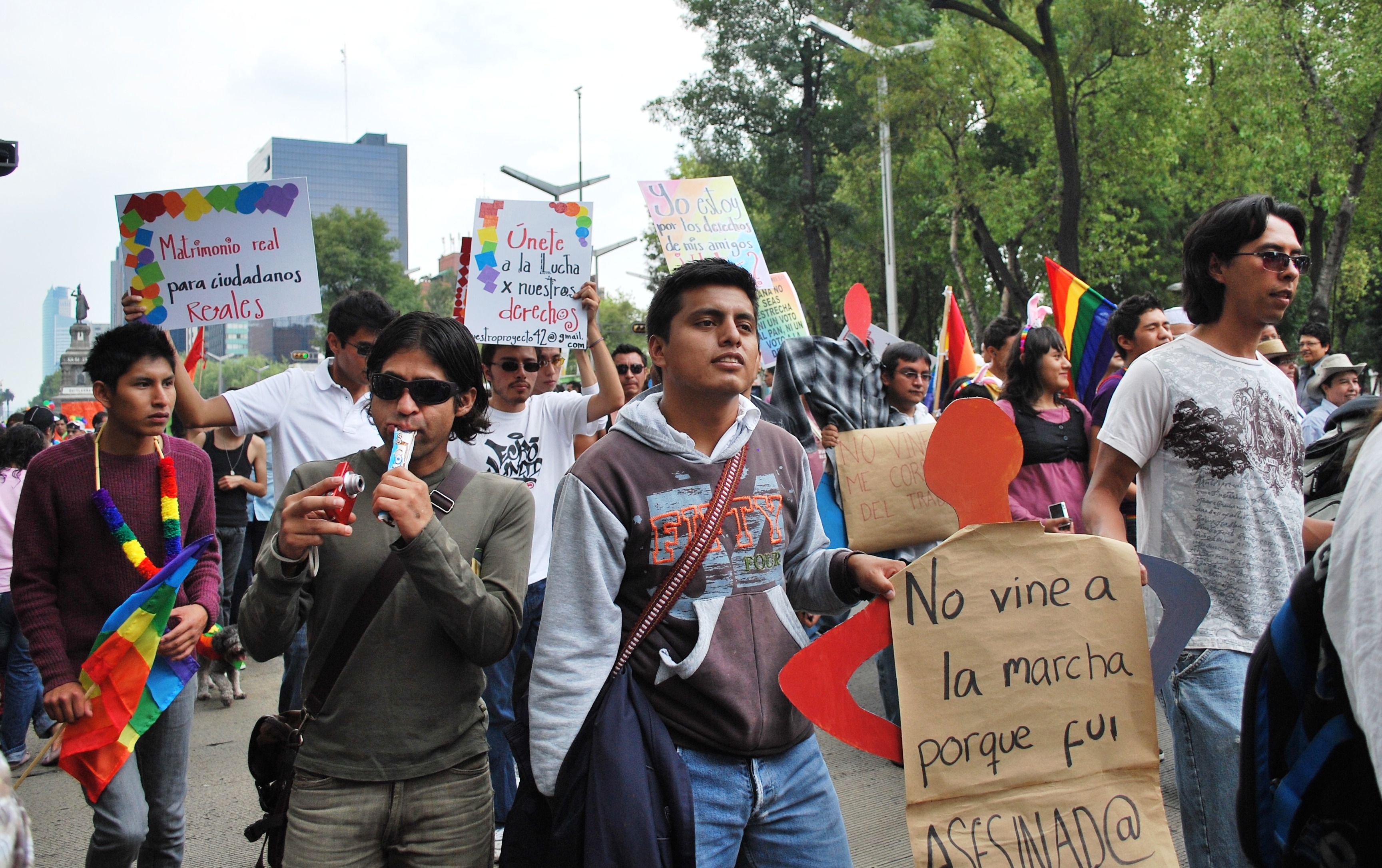
LGBT manifest proti homofobním zločinům z nenávisti v rámci gay pride v Mexico City, 2009

Stejnopohlavní sexuální styk je sice v Mexiku legální, ale LGBT lidé se často stávají terčem šikany kvůli nejasnostem v zákoně týkajících se obscénního chování (atentados a la moral y las buenas costumbres). V posledních dvaceti letech byly v Mexico City a jižním státu Chiapas zaznamenány případy násilí vůči gayům a transvestitům, včetně vražd. Místní aktivisté se obávají, že nebudou nikdy vyšetřeny kvůli nezájmu policie, která si mívá často tendenci myslet, že si oběti za násilí mohou samy.
V polovině roku 2007 řekl Emilio Alvarez Icaza Longoria (člen Výboru pro lidská práva Mexico City), že jej velmi znepokojuje vyhodnocení Mexico City jako města s největší mírou homofobní trestné činnosti. 137 takových případů bylo zaznamenáno v letech 1995-2005. Novinář a spisovatel Fernando del Collado (Homofobie, nenávist, zločiny a spravedlnost 1995-2005) potvrdil ve své knize popisující události této dekády, že 387 zločinů z nenávisti bylo v Mexiku spácháno z homofobního motivu (98 % z nich zůstalo nevyšetřených).
Del Collado zároveň ve své knize uvedl, že většina homofobních zločinů zůstane nepotrestána, a že v Mexiku jsou podle statistik Občanského výboru proti homofobním zločinům z nenávisti (Citizens Commission Against Hate Crime because of Homophobia - CCCOH) měsíčně zavražděni tři gayové. Del Collado napsal, že v letech 1995-2005 bylo v Mexico City zavražděno 126 gayů. V 75 % případů si těla vyzvedla jejich rodina. V 10 % případů je rodina identifikovala, ale nehlásila se k nim (oběti pak byly pochovány v masových hrobech) a ve zbylých 5 % případů se k obětem nikdo nehlásil.
Bývalá asistentka prokurátora pro oběti trestné činnosti Generální prokuratury Federálního distriktu Barbara Illan Ronderová ostře kritizovala nedostatek empatie a profesionálního přístupu vyšetřovatelů v oblasti řešení homofobní kriminality.:
| „ | "Nedokáži spolehlivě posoudit, zda za to může pouhá nedbalost, nepřipravenost, či špatně nastavený právní řád, ale stojím si za tím, že zde není dostatečná vůle ty případy řešit, protože bývají často vyhodnocovány jako irelevantní". | “ |

Alejandro Brito Lemus, šéfredaktor magazínu Letra S ("Písmo S) uvedl, že se v r. 2007 pouze čtyři procenta gayů a leseb, kteří se stali oběťmi diskriminace, obrátila na mexické úřady:
| „ | "Kvůli obavám z možné odvety, či případného odhalení jejich odlišné sexuální orientace, se většina gayů, leseb a translidí, kteří se stali oběťmi diskriminace, raději neobrátí na úřady, a o svém případu mlčí." | “ |

### Politický vliv
LGBT minorita má své zastoupení v dlouhodobě vládnoucí Institucionální revoluční strany (Institucional Revolutionary Party - PRI). Po vítězství liberálů vedených mexickým prezidentem Benitem Juárezem v 60. letech 19. století a Mexické revoluci v r. 1910 se v Mexiku prosazovala sekularizace. Ačkoliv by se dalo očekávat, že bývalá křesťanská provincie bude vůči katolické církvi, zejména pokud jde o morálně-etické otázky, pokornější, opak je pravdou. Vládní PRI se identifikuje jako revoluční a levicová strana. Nicméně i tak se snaží s katolickou církví udržet přátelský dialog a příliš jí takříkajíc neprovokovat, zvlášť v některých citlivějších oblastech. Na druhou stranu většina mexických úředníků má tendenci na LGBT nahlížet spíše jako na soukromou věc než jako na morální problém. PRI spolu s Národní akční stranou (National Action Party - PAN) například blokovala přijetí legislativy, která by v některých mexických státech ohrožovala LGBT práva. Strana taktéž jednomyslně hlasovala pro legalizaci homosexuálních svazků v Mexico City a Coahuile. V rámci strany taktéž proběhlo několik diskuzí, zda by neměla být LGBT témata součástí volebního programu.
PAN, která se identifikuje spíše jako pravicová strana, má tendenci se spíše přiklánět k učení Římskokatolické církve a odmítat LGBT z morálních důvodů. Někteří starostové za PAN dokonce přijali vyhlášky, na základě nichž lze pozastavovat činnost gay barům a zatýkat crossdressery (obvykle na základě zákonů proti prostituci). Většina jejích lídrů vůči homosexualitě vystupuje a označuje jí jako projev nenormality, duševní nemoci a morálního úpadku. I tak ale poslanci PAN hlasovali jednomyslně pro legalizaci homosexuálních sňatků v Campeche a Nayaritu.
Ve volbách mexického prezidenta v r. 2000 zneužíval prezidentský kandidát za PAN a eventuální vítěz Vicente Fox LGBT stereotypy k dehonestaci svého soka Francisca Labastidy. Fox o něm tvrdil, že je zženštilý a mamánek. Jeho příjmení zkomolil na Lavestida, což v překladu znamená muž, který se obléká jako žena. Když Mexico City a Coahuila legalizovaly registrovaná partnerství, byli hlavními odpůrci PAN a mexičtí exprezidenti Vicente Fox a Felipe Calderón. Od té doby strana odmítá veškeré návrhy zákonů legalizujících homosexuální svazky. Jako argument uvádí ochranu tradiční rodiny. I tak se ale PAN shodla na tom, že i homosexuálové mají svá lidská práva, a že jakékoliv násilí vůči nim je neakceptovatelné.

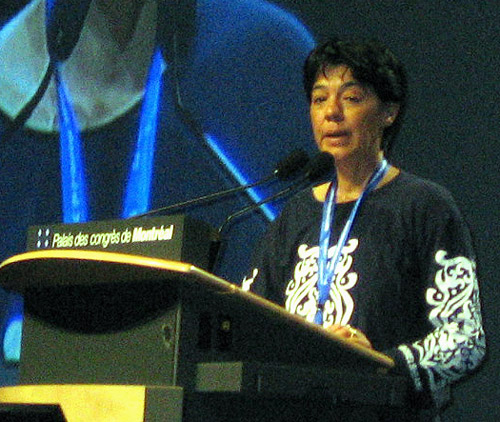
Patria Jiménezová z Demokratické revoluční strany se po svém zvolení v r. 1997 stala první otevřeně lesbickou političkou.

Účast sexuálních menšin je obecně vítaná v levicové Demokratické revoluční straně (Party of the Democratic Revolution - PRD), jedné ze tří hlavních mexických politických stran. Od svého vzniku na konci 80. let PRD podporuje LGBT práva, včetně boje s homofobní diskriminací, ve svém volebním programu. V parlamentních volbách 1997 se Patria Jiménezová stala první otevřeně lesbickou političkou zvolenou do Národního kongresu. LGBT aktivista David Sánchez Camacho byl zvolen do Zákonodárného shromáždění Federálního distriktu.
O dva roky později PRD, které mělo v Legislativním shromáždění Federálního distriktu většinu, byla přijatá vyhláška zakazující diskriminaci jiných sexuálních orientací. Jednalo se první zákon podporující práva LGBT. V roce 2004 byl přijat zákon chránící práva jiných genderových identit, včetně úřední změny pohlaví. V parlamentních volbách 2009 kandidovalo za několik politických stran celkem 38 LGBT kandidátů. S úspěchem se setkala pouze Enoé Urangová: otevřeně lesbická politička, která v r. 2000 prosazovala legalizaci registrovaného partnerství v Mexico City. Návrh zákona přijatý o šest let později PRD ovládaným Legislativním shromážděním umožnil homosexuálním párům po sobě dědit a pobírat pozůstalostní důchody. Podobné návrhy byly předkládány PRD i v dalších mexických státech.
Další levicové strany Občanské hnutí a Mexická strana práce taktéž podporují LGBT práva, včetně návrhů zákona o LGBT právech z dílny PRD.
Podporu LGBT právům vyjádřila i zaniklá Mexická sociální demokracie (Social Democratic Party of Mexico - PSD). V r. 2006 byla Patricia Mercadová, první žena kandidující do prezidentského úřadu, jedinou kandidátkou podporující stejnopohlavní manželství. V parlamentních volbách 2009 strana nominovala 32 LGBT kandidátů (z celkového počtu všech 38 prezentovaných ostatními politickými stranami) do Národního kongresu.
V Guadalajaře, druhém největším mexickém městě, se Miguel Galán stal prvním otevřeně homosexuálním zvoleným starostou. Během volební kampaně byl Galán terčem homofobních urážek ze strany svého protikandidáta Gamaliela Ramíreze, nominanta Ekologické zelené strany, který v jedné rozhlasové show zesměšňoval homosexuály a PSD nazval „prohnilou stranou degenů“. Ramírez řekl, že homosexuální praktiky nejsou normální, a že by měly být postaveny mimo zákon. Následující se Ramírez za svá slova omluvil. Jeho výroky se staly terčem kritiky z řad členstva Ekologické zelené strany. Navzdory volebním ztrátám se Galánovi podařilo získat 7122 preferenčních hlasů.

## Souhrnný přehled
| Legální stejnopohlavní styk                                                            | (1871) |
| Stejný věk legální způsobilosti k pohlavnímu styku pro obě orientace                   | (1871) |
| Antidiskriminační zákony v zaměstnání                                                  | (2003) |
| Antidiskriminační zákony v přístupu ke zboží a službám                                 | (2003) |
| Antidiskriminační zákony v ostatních oblastech (homofobní urážky, zločiny z nenávisti) | (2003) |
| Stejnopohlavní manželství                                                              | /      |
| Jiná forma stejnopohlavního soužití                                                    | (2010) |
| Adopce dítěte partnera                                                                 | /      |
| Společná adopce dětí stejnopohlavními páry                                             | /      |
| Gayové a lesby smějí otevřeně sloužit v armádě                                         | /      |
| Možnost změny pohlaví                                                                  | /      |
| Přístup k umělému oplodnění pro lesbické ženy                                          | No     |
| Náhradní mateřství pro gay páry                                                        | No     |
| MSM smějí darovat krev                                                                 | Yes    |